# Caesar (cím)
A caesar (többes száma caesarok, latinul: Caesar, többes számban Caesares)
császári uralkodói cím a Római Birodalomban, amely Caius Julius Caesar római dictator nevéből ered. Családi névből titulussá először 68–69-ben, a négy császár évében változott.

## Szómagyarázat
A „caesar” szó eredete kérdéses a – meglehetősen késői keletkezésű – Historia Augusta szerint:
„Et quoniam de Caesarum nomine in huius praecipue vita est aliquid disputandum, qui hoc solum nomen indeptus est, Caesarem vel ab elephanto, qui lingua Maurorum caesai dicitur, in proelio caeso, eum qui primus sic appellatus est doctissimi viri et eruditissimi putant dictum, vel quia mortua matre et ventre caeso sit natus, vel quod cum magnis crinibus sit utero parentis effusus, vel quod oculis caesiis et ultra humanum morem viguerit.”
1. Caesai (pun/mór) jelentése „elefánt”, mivel Caius Iulius Caesar egyik őse az 1. pun háború során megölt egy elefántot. Caesar maga is ezt tartotta.
2. Caeso jelentése "kivágott", mivel a hagyomány (és Caius Plinius Secundus) szerint anyja méhéből kivágva született. Aurelia Cotta azonban 46 évvel a szülés után halt meg.
3. Caesaries jelentése "hajas". Ez arra utalhat, hogy a Iulius Caesarok, a Iulia gens egy ágának tagjai valamikor dúshajúak lehettek, vagy – a római humorérzéket (és a tabukban gyökerező ragadványnévadási szokásokat) ismerve – pont ellenkezőleg: hamar kopaszodtak.
4. Oculis caesiis jelentése „kék vagy szürke szemű”.

Az első római császár, Augustus Caesar (aki Caius Octavianusnak született) magától értetődően viselte e Caesar nevet, de még nem címként, hanem neve részeként, hiszen Caesar végrendeletében fiává fogadta őt. Az adoptálással kapta a római névadási szokások alapján a hosszabb, Caius Julius Caesar Octavianus nevet. E hagyomány folytatódása volt a caesar mint cím honosodása.

## Az egyetlen császár címe

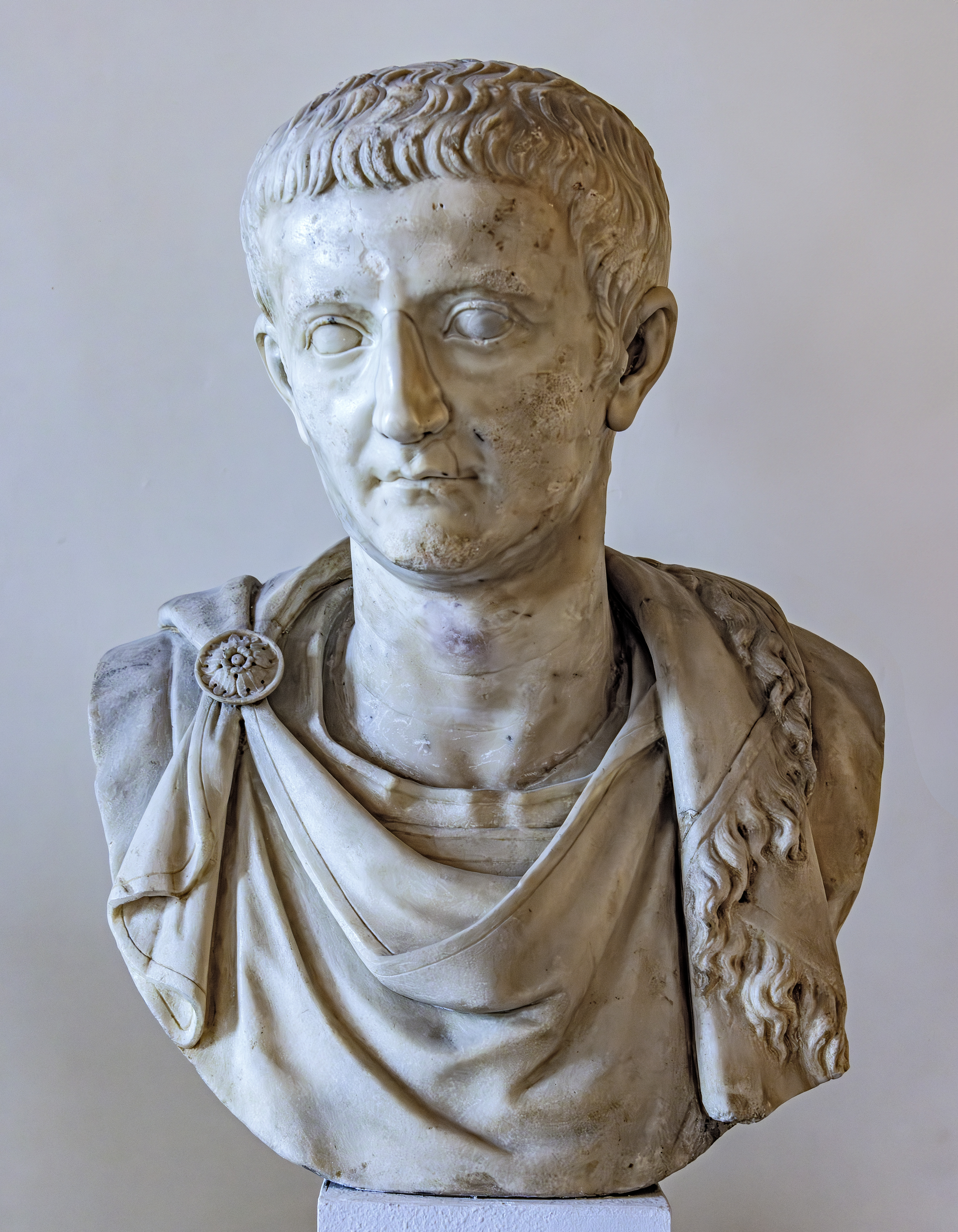
Tiberius

Octavianus személyes és politikai okokból egyaránt hangsúlyozni akarta családi kapcsolatát Caesarral, ezért „Imperator Caesarnak” hívatta magát, amihez a senatus adta hozzá a „felséges” vagy „tisztelendő” jelentésű Augustus jelzőt Kr. e. 27-ben. Mostohafia és utódja, Tiberius szintén viselte a Caesar nevet: születésekor neve Tiberius Claudius Nero volt, de Augustus Caesar 4. június 26-án adoptálta és ekkor kapta a Tiberius Julius Caesar nevet. Ezzel született meg a precedens: a császár kijelölte utódját és adoptálva átörökítette rá a Caesar nevet.
A negyedik császár, Claudius volt az első, aki felvette a császári bíbort és egyben a Caesar nevet, anélkül, hogy valójában a Caesar-családhoz tartozott volna. Az ő jogcíme ehhez távolabbról eredt: a Julius-Claudius dinasztiából származott.
Az első császár, akinek semmilyen jogcíme nem volt a Caesar családi névhez, a bíborral együtt mégis felvette, Servius Sulpicius Galba volt, aki Servius Galba Imperator Caesar néven uralkodott a Julius-Claudius dinasztiából származó Nero halála után 68-ban. Ő volt az, aki egyben megerősítette azt a szokást, hogy az örökös megkapja a Caesar nevet, amit adoptált fiára, Lucius Calpurnius Piso Frugi Licinianusra hagyott.
Ő azonban nem jutott trónra, mert Galbát hamar letaszította Marcus Salvius Otho, akit viszont hamarosan legyőzött Aulus Vitellius. Utóbbi szakított a hagyománnyal és a Caesar szót Germanicusra cserélve Aulus Vitellius Germanicus Imperator Augustus néven uralkodott és még ugyanabban az évben saját fiára hagyta a Germanicus nevet.
E három császár azonban nagyon rövid idő alatt váltotta egymást, és a Caesar szó már annyira elválaszthatatlan lett a császári címtől, hogy Vespasianus, aki 69-ben legyőzte Vitelliust és helyreállította a politikai stabilitást, a Caesar szót is visszahozta az uralkodó nevébe. Fia Titus Caesar Vespasianus néven lett uralkodó.

## Az utódok címe

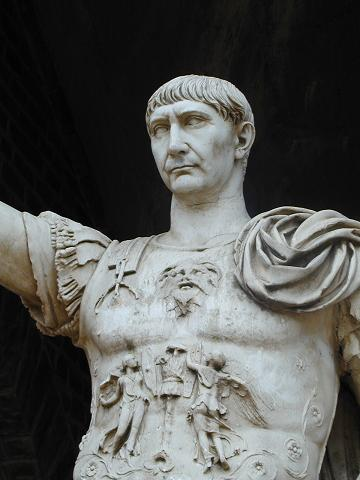
Traianus

Ettől a ponttól a „Caesar” név a császárutód címeként rögződött, amihez néha a Princeps Iuventutis (a fiatalok hercege) tiszteletbeli cím is hozzákapcsolódott. Az utód a Caesar nevet azután is megőrizte, hogy felöltötte a bíbort: Marcus Ulpius Traianus például Caesar Nerva Traianus néven lett Marcus Cocceius Nerva kijelölt utóda 97 októberében, majd amikor 98. január 28-án trónra lépett, a neve Imperator Caesar Nerva Traianus Augustus lett.
A korai császárok időszaka után a császárutód neveként az NN. Caesar rögzült, amiből a trónra lépés után Imperator Caesar NN. Augustus lett. Marcus Aurelius Alexander Severusszal kezdődően ez némileg még tovább módosult és az utódjelölt neve NN. Nobilissimus Caesar („NN. Legnemesebb Caesar”).

## A késő római birodalomban
A caesar titulus használatát nyilvánvaló politikai okokból az elszakadni kívánó birodalomrészek is utánozták, például I. Tetricus, a szakadár Gall Birodalom uralkodója (270/271–273) a Caesar címet adományozta fiának, II. Tetricusnak.

### A tetrarchia
Caius Aurelius Valerius Diocletianus császár 293. március 1-jén hozta létre a tetrarchia rendszerét két fő és két alcsászárral.
A két főcsászár melléknevei azonosak voltak elődeikével: Imperator Caesar NN. Pius Felix Invictus Augustus (a Pius Felix, azaz „kegyes” és „boldog” mellékneveket Heliogabalus óta használták állandóan, Caius Iulius Verus Maximinus Thrax pedig később hozzátette a „legyőzhetetlen” jelentésű Invictus melléknevet is). A főcsászárt röviden Augustusnak nevezték, az alcsászár neve pedig a korábbi császárutód megnevezésének megfelelően NN. Nobilissimus Caesar lett, vagy röviden Caesar. Ha egy caesar augustusszá lépett elő, a Caesar nevet akkor is megtartotta.
A tetrarchia, mint rendszer az első trónváltás idején fényesen bevált, de Maxentius és Constantinus hatalomvágyán hamar megbukott (bár a birodalom négy részre, praetorianus praefecturákra osztása fennmaradt). A tetrarchia Constantinus alatt úgy módosult, hogy egy augustus (Constantinus) és egy caesar (Crispus nevű fia), majd három caesar (három másik fia) vezették a birodalmat. Constantinus halálát követően három augustus uralkodott caesarok nélkül, majd II. Constantius a keleti birodalomrészbe már caesart nevezett ki, később ugyanezt a nyugati birodalomrészben is megtette. Flavius Iulianus egyszemélyi uralkodó volt, utódai alatt két egyenrangú császár uralkodott, a birodalmat megosztva. Ugyanakkor a birodalom nyugati és keleti felében is visszaállt a császárutódlás korábbi rendszere.

## A Bizánci Birodalomban
A főleg görögül beszélő Keleten – amelyet később Bizánci Birodalomnak neveztek –, a kaisar (caesar) koronát kapott, kereszt nélkül, és rangban a konstantinápolyi pátriárka után következett. Ebben a hatalmi felállásban a cím alkalmas volt a császári vérből származó hercegek, a régens vagy a császárutód számára – igaz, az utódokat általában még a császár uralkodása alatt társcsászárrá koronázták. Miután túl sokan jutottak a címhez és így elértéktelenedett, I. Alexiosz Komnénosz császár testvére, Iszaakiosz számára Szebasztokratór néven létrehozott egy ennél magasabb rangot, a „fenséges uralkodó” jelentésű szebasztosz és a latin Imperatornak' megfelelő autokratór szavak összevonásával. A kaiszar és szebasztokratór címek is veszítettek értékükből, amikor Mánuel Komnénosz egy náluk is magasabb címet alapított deszpotész néven. A kaiszar és szebasztokratór címektől eltérően a deszpotész nem csak rangot, hanem területi uralkodói jogokat is kapott. Ezután Bizáncban még további rangok garmadája született, és a caesari cím tovább devalválódott.

## Későbbi korokban

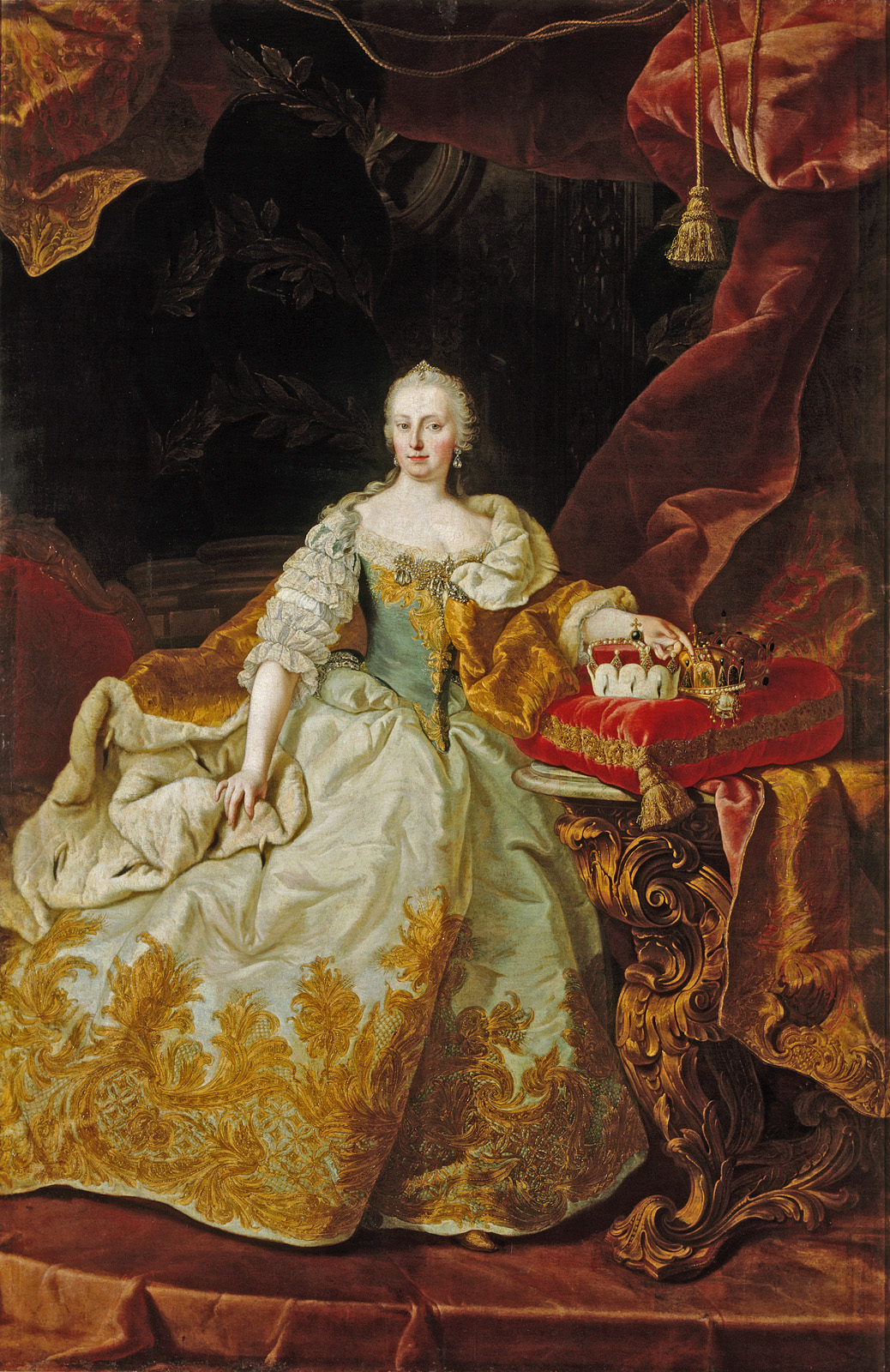
Mária Terézia német-római császárné, I. Ferenc császár felesége (Kaiserin), maga nem uralkodó császárnő. Saját jogán Ausztria uralkodó főhercegnője, magyar és cseh királynő

A bizánci „értékrontás” ellenére a caesari titulus karrierje nem fejeződött be, ahogy a kora középkor zűrzavara után a császári cím is feléledt Európa nyugati felében. Bár voltak olyan nyelvek, amelyekben a latin imperator szó őrződött meg császár jelentésben, sok nyelv a klasszikus latinban kaiszar kiejtésű caesar szót vitte tovább.
Császár, illetve császárnő különböző nyelveken:

### Germán nyelvek
- Dán: Kejser & Kejserinde;
- Holland: Keizer & Keizerin;
- Német: Kaiser & Kaiserin;
- Izlandi: Keisari & Keisaraynja;
- Norvég: Keiser & Keiserinne;
- Svéd: Kejsare & Kejsarinna

### Szláv és balti nyelvek
- Belarusz: Cár & Carica
- Bolgár: Cár & Carica;
- Horvát és szerb: Cár & Carica
- Cseh: Císař & Císařovna;
- Lett: Keizars & Keizarienne;
- Lengyel: Cesarz & Cesarzowa;
- Oroszul: Cár & Czaritsa
- Szlovák: Cisár & Cisárovná;
- Szlovén: Cesar & Cesarica;
- Ukrán: Cár & Carica

### Finnugor, sémi és altaji nyelvek
- Arab: Kajszar – قيصر
- Észt: Keiser & Keisrinna;
- Finn: Keisari & Keisarinna;
- Héber: Keisár & Keisarít;
- Magyar: Császár & Császárnő;
- Török: Kayser-i-Rûm „(Konstantinápoly, a második) Róma császára” a török szultán sok címének egyike volt.

A latin nyelvekben és más nyelvekben a valójában katonai vagy győzelmi tartalmú latin imperator őrződött meg császári címként, de latinizmusként fennmaradt a Caesar szó is, személynévként, illetve a császárinál alacsonyabb rangok jelentéseiben.
Nem a Caesar az egyetlen eset, hogy személynév uralkodói címként őrződött meg később: Nagy Károly császár latin nevéből (Carolus magnus) származik több nyelv király szava, mint a magyar nyelvben is: a szerbben és horvátban Kralj, a csehben Král, a lengyelben Król stb.
A Caesar tulajdonnév számos nyelvben keresztnévvé is alakult. A magyar nyelvben abban a jelentésben is használatos, ha valaki egy bizonyos területnek az ura, például médiacézár.

### A magyar nyelvben
A magyar nyelv különbséget tesz a saját jogán uralkodó nő (királynő, császárnő), és a férfi-uralkodó felesége (királyné, császárné) között. A német nyelv ezt a különbséget nem fejezi ki, mindkettőre a Königin, Kaiserin szót használják. Az angol és a francia nyelvben a férfi uralkodó feleségét a „consort” kiegészítéssel jelzik: queen consort, empress consort ill. reine consorte, empresse consorte.